# آشپزی قرقیزی

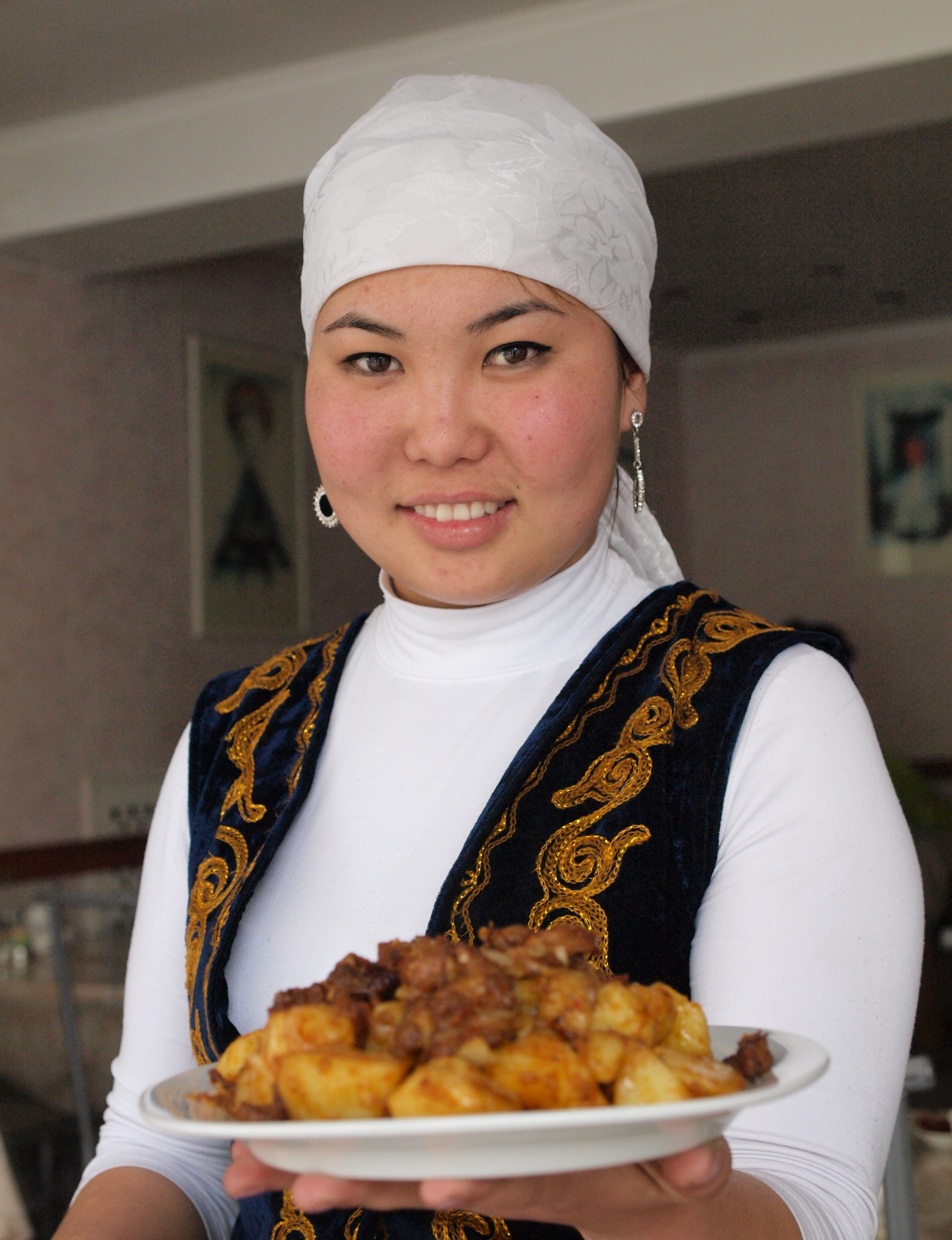
زنی قرقیزی با لباس محلی در حال سرو غذا در بیشکک.

آشپزی قرقیزی (انگلیسی: Kyrgyz cuisine) دربردارنده غذاهایی است که مورد استفاده اکثریت مردم قرقیزستان قرار می‌گیرد. این آشپزی در بسیاری از جنبه‌ها به آشپزی همسایگان خود به ویژه آشپزی قزاقی شباهت دارد.